# Stenodyneriellus flaviventris
Stenodyneriellus flaviventris är en stekelart som beskrevs av Giordani Soika 1995. Stenodyneriellus flaviventris ingår i släktet Stenodyneriellus och familjen Eumenidae. Utöver nominatformen finns också underarten S. f. obscurus.